# 波氏扇尾喉盤魚
波氏扇尾喉盤魚（學名：Flabellicauda bolini），又稱博林連鰭喉盤魚，為輻鰭魚綱喉盤魚目喉盤魚科的其中一種，分布於西太平洋的新赫布里底群島海域，棲息深度1至12公尺，本魚體延長，前部平扁，後部側扁，體不被鱗，覆有粘液層，腹鰭喉位，與周圍的皮褶特化成一吸盤，尾鰭圓形，吻部橘紅色，體深色帶有白色條紋，背鰭軟條12枚、臀鰭軟條10枚，體長可達3公分，屬底棲性魚類，棲息在沙底質的淺水域，生活習性不明。

## 擴展閱讀
維基物種上的相關：波氏扇尾喉盤魚
1. ↑  Flabellicauda bolini at www.fishbase.org.